# Une brève histoire du temps
 (février 2025).
Pour les articles homonymes, voir Une brève histoire.
Une brève histoire du temps : Du big bang aux trous noirs (en anglais : A Brief History of Time: From the Big Bang to Black Holes) est un ouvrage de vulgarisation scientifique qui traite de cosmologie, la science des lois qui gouvernent l’univers, écrit par l’astrophysicien britannique Stephen Hawking. Publié pour la première fois en 1988, il s’adresse à un public profane.
Dans Une brève histoire du temps, Hawking décrit de manière simple les théories les plus communément admises sur la structure, l’origine et l’évolution de l’univers. Il aborde les concepts d’espace et de temps, les particules élémentaires constitutives de l’univers, et les forces fondamentales qui le gouvernent. Les phénomènes cosmiques comme le Big Bang et les trous noirs sont expliqués, et deux théories majeures sont discutées : la relativité générale et la physique quantique. Pour finir, il évoque la recherche d’une « théorie du Tout », propre à décrire de manière cohérente et unifiée l’ensemble des interactions fondamentales de l’univers.
L’ouvrage rencontre un grand succès de librairie et se vend à plus de 10 millions d’exemplaires en 20 ans. Il reste dans la liste des meilleures ventes du Sunday Times pendant plus de cinq ans et est traduit en 35 langues.

## Contenu
Dans Une brève histoire du temps, S. Hawking s’essaie à expliquer une grande variété de sujets à un lectorat profane, y compris le Big Bang, les trous noirs, et les cônes de lumière. Son objectif principal est de donner une vue d’ensemble de la cosmologie contemporaine, sans recourir à la formalisation mathématique. Dans l’édition de 1996 et les suivantes, S. Hawking interroge la possibilité de voyager dans le temps à travers les trous de vers ainsi que celle de l’absence d’une singularité quantique à l’origine des temps.

### Chapitre un: Notre vision de l'univers

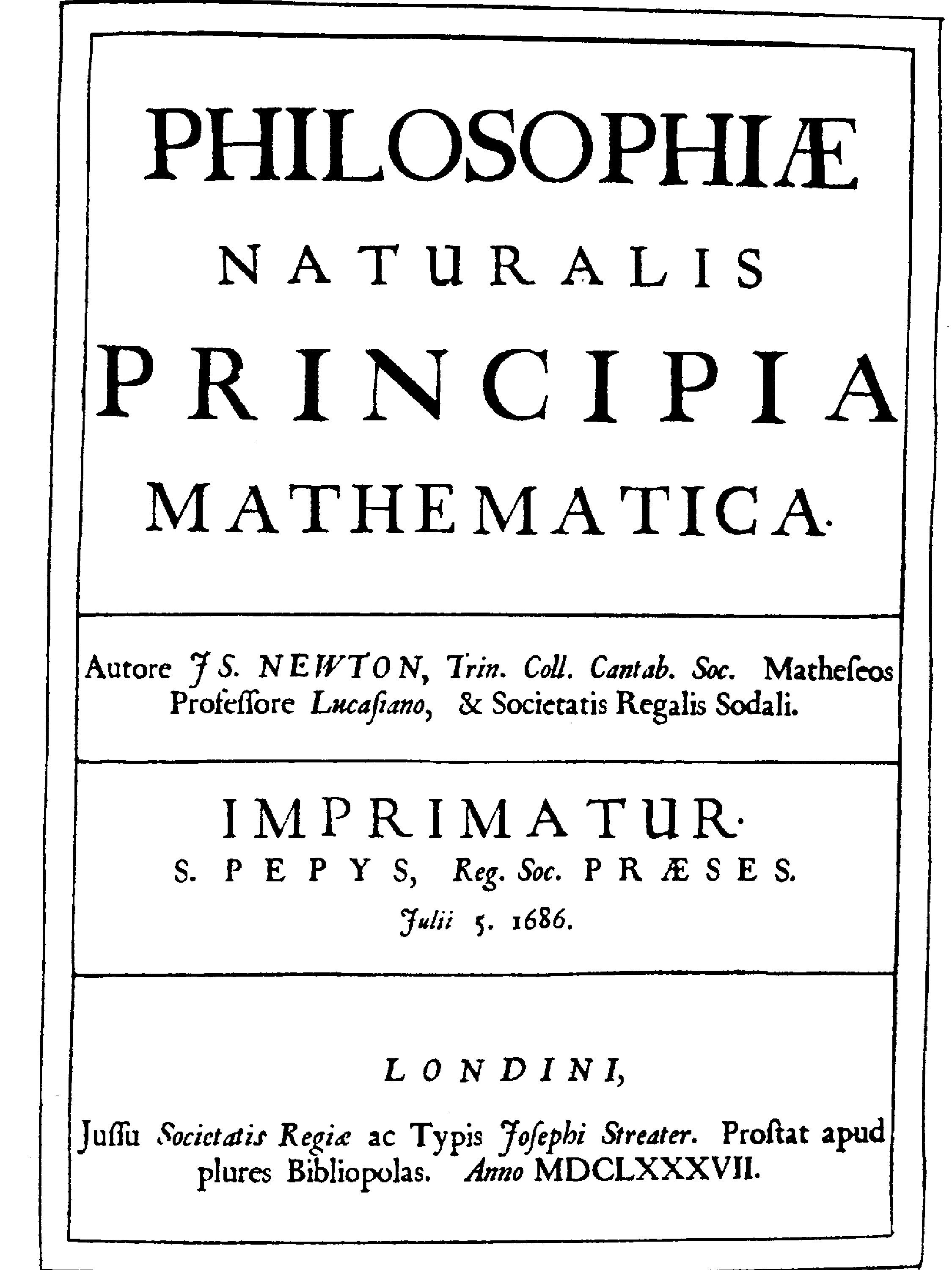
Première page de Principia Mathematica, Isaac Newton (1687).

Dans le premier chapitre, S. Hawking évoque l’histoire des études astronomiques, depuis Aristote et Ptolémée. Aristote, à rebours d’une majorité des savants de son époque, pense que la Terre est ronde. Une idée qui lui vient de l’observation des éclipses lunaires, dont il pense qu’elles sont causées par l’ombre arrondie de la Terre, et de la constatation que l’étoile polaire semble monter dans le ciel à mesure que l’observateur se déplace vers le Nord. Aristote pense également que le Soleil et les étoiles tournent autour de la Terre en cercles parfaits, pour des raisons mystiques. Ptolémée, s’interrogeant lui aussi sur les positions et trajectoires des astres, invente un modèle qui formalise graphiquement la pensée d’Aristote.
Si l’inverse est aujourd’hui admis, à savoir que c’est la Terre qui tourne autour du Soleil, ce n’est qu’en 1609 que les modèles géocentriques d’Aristote et de Ptolémée sont contredits. La première personne à présenter une argumentation détaillée en faveur d’un modèle héliocentrique, c’est–à–dire au sein duquel la Terre tourne effectivement autour du Soleil, est le prêtre polonais Nicolas Copernic, en 1514. Un peu moins d’un siècle plus tard, Galileo Galilée, scientifique italien, et Johannes Kepler, scientifique allemand, observent les déplacements de la Lune et des étoiles et utilisent leurs observations pour prouver la théorie de N. Copernic. Pour rendre compte formellement de ses observations, J. Kepler propose un modèle elliptique plutôt que circulaire. Dans son ouvrage de 1687 relatif à la gravité, Principia Mathematica, Isaac Newton développe les équations mathématiques qui permettent de soutenir la théorie copernicienne. La théorie d’I. Newton implique par ailleurs que les étoiles, telles le Soleil, ne sont pas fixes, mais bien plutôt des objets lointains en mouvement.
L’origine de l’univers est l’autre grand sujet de l’astronomie, et elle est copieusement débattue au cours des siècles. Les premiers penseurs, comme Aristote, conjecturent que l’univers est de toute éternité, qu’il n’a ni commencement ni fin. Les théologiens, comme Saint Augustin, pensent au contraire que l’univers a été créé à un instant donné. Saint Augustin croit aussi que le temps est un concept né de la création de l’univers. Un millénaire plus tard, le philosophe allemand Emmanuel Kant avance, lui, l’idée que le temps est infini.
En 1929, l’astronome Edwin Hubble découvre que les galaxies s’éloignent les unes des autres. Par voie de conséquence, pense–t–il, à un moment, il y a entre 10 et 20 milliards d’années, toutes les galaxies se trouvaient en un point infiniment dense de l’espace. Cette découverte fait basculer la question de l’origine de l’univers dans le champ des sciences à proprement parler. De nos jours, les scientifiques ont recours à deux théories partielles pour expliquer l’évolution de l’univers : la théorie de la relativité générale d’Albert Einstein et la mécanique quantique. Il s’agit, pour eux, de formuler une théorie du Tout qui puisse unifier de manière cohérente les enseignements de ces deux théories partielles et de décrire, de manière convaincante, les observations astronomiques. S. Hawking est de l’avis que la recherche de cette théorie du Tout, bien que motivée par un besoin humain essentiel de logique, d’ordre et d’intelligibilité, est de nature à affecter la survie de l’espèce humaine.

### Chapitre deux: L'espace et le temps

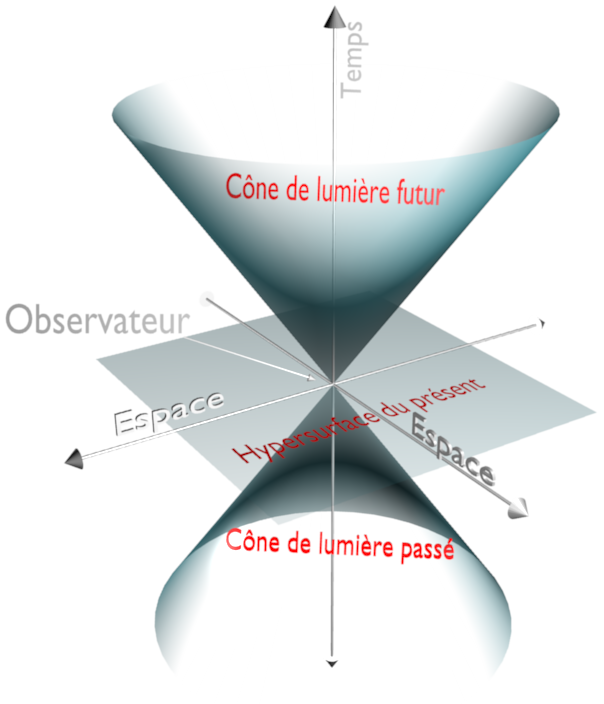
Illustration d'un cône de lumière.

Avant G. Galilée et I. Newton, il était largement admis qu’Aristote avait raison de conjecturer que les objets étaient au repos tant qu’une force ne les mettait pas en mouvement. I. Newton prouve le contraire en utilisant les expériences de G. Galilée pour concevoir ses trois lois du mouvement. Il élabore aussi une loi universelle de la gravitation, laquelle explique le mouvement des corps stellaires. Dans la tradition aristotélicienne, un événement physique a lieu à un point donné de l’espace. I. Newton apporte la preuve du contraire : chaque objet est en mouvement par rapport aux autres, et il est impossible d’assigner à chacun une position de repos absolue.
Aussi bien Aristote qu’I. Newton croient que le temps est absolu, hors de l’espace. Une croyance qui ne leur permet pas d’expliquer le comportement d’objets se déplaçant à une vitesse proche ou égale à la vitesse de la lumière. La vitesse de la lumière est mesurée pour la première fois en 1676 par l’astronome danois Ole Rømer, qui observe que le temps mis par la lumière pour venir des lunes de Jupiter dépend de leurs distances respectives à la Terre. D’où il est établi que la vitesse de la lumière est très élevée mais effectivement finie. Cependant, les scientifiques se heurtent à un problème quand ils essaient d’établir que la lumière se déplace toujours à la même vitesse. Ils imaginent alors une substance, appelée éther, fluide subtil supposé remplir l’espace au–delà de l’atmosphère terrestre et censé expliquer la valeur absolue de la vitesse des phénomènes lumineux.
La théorie de l’éther ne parvenant pas à expliquer systématiquement la vitesse des phénomènes lumineux, A. Einstein propose en 1905 d’abandonner l’idée d’éther et, avec elle, l’idée que le temps est absolu. Le mathématicien français Henri Poincaré a la même intuition. Cette idée d’A. Einstein est appelée théorie de la relativité : elle englobe et supplante la théorie de la gravitation universelle d’I. Newton, limitée aux petites vitesses – relativement à la vitesse de la lumière – et aux champs gravitationnels faibles.
Selon la théorie de la relativité, les lois de la physique restent invariantes, et la vitesse de la lumière reste constante quel que soit le référentiel galiléen – ou repère en translation uniforme – dans lequel elles sont observées. Elle implique, notamment, que le temps n’est pas une notion absolue et qu’il peut se dilater, c’est–à–dire que le temps écoulé entre deux événements peut être vécu différemment par deux observateurs, soit en raison de leurs vitesses relatives l’un par rapport à l’autre, soit en raison de leurs positions respectives dans le champ gravitationnel. Schématiquement, le temps s’écoule plus lentement pour l’observateur qui se déplace à une vitesse proche ou égale à celle de la lumière, par rapport à celui qui est immobile ; de manière analogue, le temps s’écoule plus lentement pour l’observateur situé à proximité d’un objet extraordinairement massif, par rapport à celui qui se situe dans un champ gravitationnel faible. S. Hawking illustre ce principe en recourant au paradoxe des jumeaux.
Notion fondamentale de la théorie de la relativité, le cône de lumière permet de décrire les événements lumineux observés, en faisant la distinction entre un événement passé, un événement futur, et un événement inaccessible – dans le passé ou dans le futur. La partie supérieure du cône de lumière représente là où la lumière se propagera à partir de l’événement – le futur, et la partie inférieure représente là où la lumière se trouvait avant l’événement – le passé. Le centre représente l’événement lui–même.

### Chapitre trois: L'univers en expansion

Illustration des décalages vers le rouge et vers le bleu.

Dans le troisième chapitre, S. Hawking aborde la question de l’expansion de l’univers, et le phénomène est expliqué à travers l’évocation de l’effet Doppler. L’effet Doppler se produit lorsqu’un objet s’approche ou s’éloigne d’un autre : il se caractérise par un décalage entre la fréquence d’une onde mesurée à son émission et à sa réception, lorsque la distance entre l’émetteur et le receveur varie au cours du temps. Dans le cadre des observations astronomiques, l’effet est appliqué à la lumière émise par les étoiles et observée sur Terre. En l’espèce, l’effet Doppler se manifeste soit sous la forme d’un décalage vers le rouge, soit sous la forme d’un décalage vers le bleu. Le décalage vers le rouge se produit lorsque l’objet lumineux considéré s’éloigne de l’observateur, tandis que le décalage vers le bleu se produit lorsqu’il se rapproche de lui. En pratique, dans le cas d’un décalage vers le rouge, la longueur d’onde de la lumière observée augmente – puisque l’objet émetteur s’éloigne – de sorte que la lumière visible se décale vers l’extrémité rouge et infra–rouge du spectre électromagnétique. Inversement, le décalage vers le bleu signifie que la longueur d’onde diminue (et la fréquence augmente), et donc indique que l’objet se rapproche. E. Hubble ayant observé un décalage vers le rouge de la lumière émise par de nombreuses étoiles dans l’univers, il conclut que ces étoiles s’éloignent de nous et que l’univers est en expansion. L’idée d’expansion laissant présager l’idée d’origine, il est supposé que l’univers observable est issu d’une phase extrêmement dense et chaude, nommée Big Bang, à partir de laquelle il s’est étendu.

### Chapitre quatre: Le principe d'incertitude

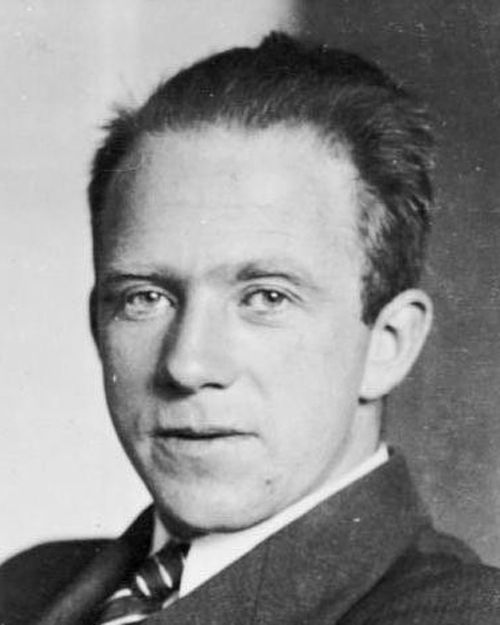
Portrait de Werner Heisenberg, prix Nobel de physique 1932.

Le principe d’incertitude, ou théorème d’indétermination, est le principe selon lequel il est impossible de connaître à la fois la position et la vitesse ou la quantité de mouvement d'une particule. Pour déterminer la position d’une particule, les scientifiques l’éclairent. Plus la fréquence de la lumière utilisée est élevée, plus la position de la particule observée peut être déterminée avec précision, et moins la mesure de sa quantité de mouvement est précise. Réciproquement, moins la fréquence de la lumière utilisée est élevée, moins la position peut être déterminée avec précision, et plus la mesure de sa quantité de mouvement est précise. Autrement dit, le théorème d’indétermination énonce, contrairement à la mécanique classique, que pour une particule donnée, il est impossible de connaître simultanément sa position et sa vitesse exactes selon une formule de proportionnalité.
Présenté pour la première fois en 1927, par le physicien allemand Werner Heisenberg, le théorème d’indétermination repose sur l’idée de la dualité onde–corpuscule en vertu de laquelle un objet physique donné peut présenter parfois des propriétés d’onde et parfois des propriétés de corpuscule. La conséquence en est que la manifestation de ces propriétés ne dépend pas seulement de l'objet étudié isolément, mais aussi de tout l'appareillage de mesure utilisé. La lumière est un bon exemple : elle est à la fois ondulatoire, d’où le concept de longueur d’onde, et corpusculaire, comme en témoignent les photons.
En tant qu’elle démontre l'inadéquation des concepts classiques de « corpuscules » ou d'« ondes » pour décrire le comportement des objets quantiques, la dualité onde–corpuscule est un concept fondamental de la physique quantique.

### Chapitre cinq: Particules élémentaires et forces de la nature

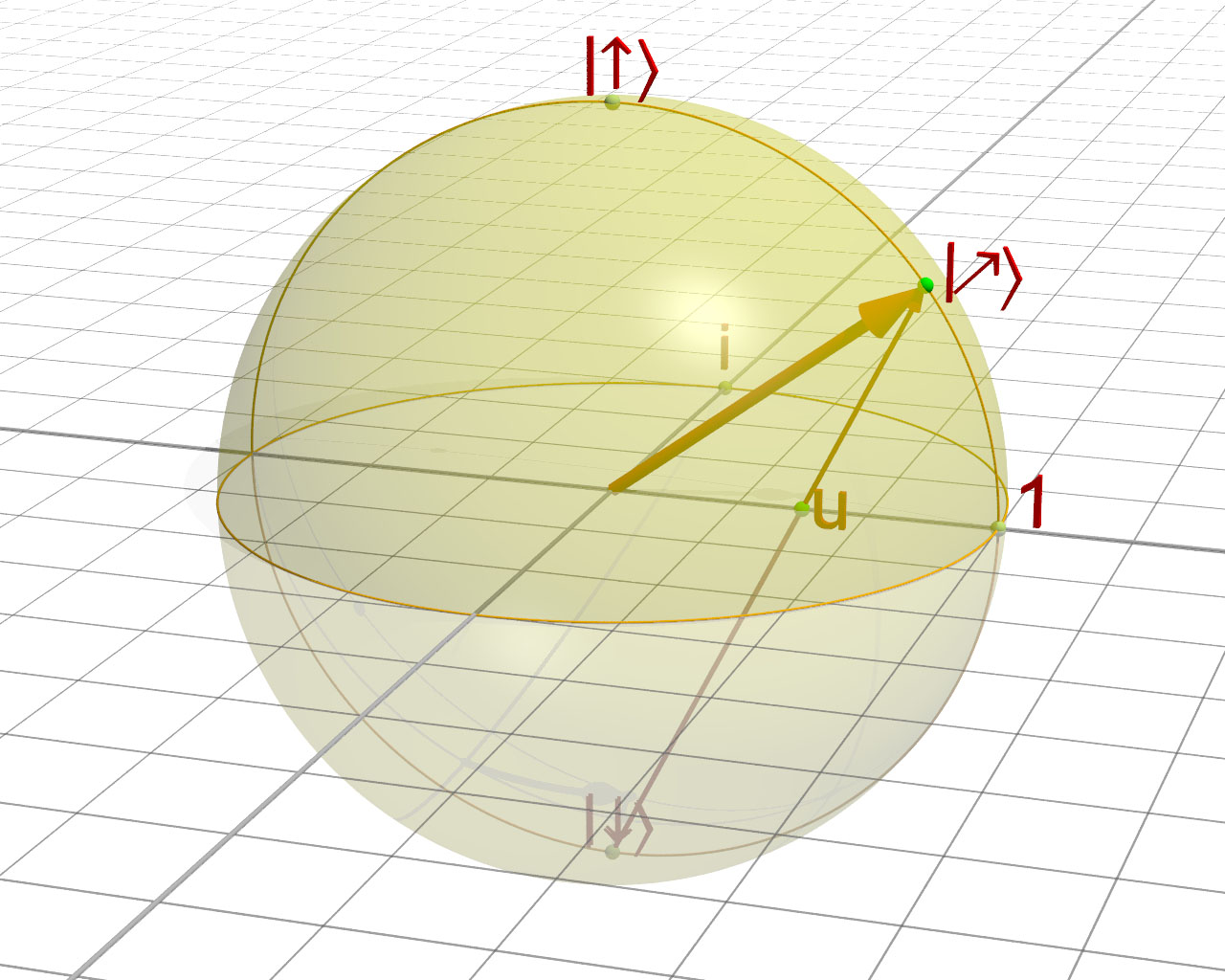
Représentation d'un état quantique de spin 1/2 par une sphère de Riemann.

Le cinquième chapitre porte sur les quarks et autres particules élémentaires.
Une particule élémentaire est le plus petit élément connu, un corpuscule constitutif de toute matière et de toute énergie observables et dont les scientifiques ne connaissent pas la structure interne. Un quark est une particule élémentaire, et il en existe six « saveurs » : quark Bas, quark Haut, quark Étrange, quark Charme, quark Beauté, quark Vérité. Chaque quark possède un nombre quantique, nommé « charge de couleur », de sorte qu’il peut être « rouge », « vert », ou « bleu ». Au total, il existe donc 18 variétés de quarks auxquelles correspondent 18 variétés d’antiquarks ayant des charges et moments magnétiques opposés. Les composés de quarks sont appelés « hadrons ».
Chaque particule possède ce qui s’appelle un « spin », un moment cinétique qui lui est propre et qui renseigne sur ce à quoi elle ressemble sous différents angles. Par exemple, une particule de spin 0 a le même aspect sous tous les angles, tandis qu’une particule de spin 1 a un aspect différent sous chaque angle – comme une flèche simple –, et qu’une particule de spin 2 a le même aspect quand elle est retournée à 180° – comme une flèche double –. Il existe dans l’univers deux types de particules : celles qui ont un spin nul ou entier (0, 1 ou 2), et celles qui ont un spin demi–entier (½). Les particules qui ont un spin demi–entier obéissent au principe d’exclusion de Pauli : dans un système considéré, deux particules de spin ½ ne peuvent pas se trouver simultanément dans le même état quantique, c’est–à–dire qu’elles ne peuvent avoir ni la même position ni la même vitesse. Sans le principe d’exclusion de Pauli, l’univers ne serait qu’une gigantesque soupe cosmique informe.
Les particules de spin 0, 1 ou 2 transportent de la force d’une particule à une autre. Ainsi le photon, de spin 1, est–il la particule médiatrice de l’interaction électromagnétique, responsable de la cohésion et de la stabilité de tout édifice chimique, atome ou molécule, quelle que soit sa complexité. Autrement dit, lorsque deux particules chargées électriquement interagissent, cette interaction se traduit d’un point de vue quantique comme un échange de photons. De la même manière, le graviton, de spin 2, est la particule médiatrice de la gravitation, responsable de l’attraction des corps massifs entre eux.
Outre l’interaction électromagnétique et la gravitation, il existe deux autres forces fondamentales : l’interaction nucléaire faible et l’interaction nucléaire forte. L’interaction nucléaire faible, transportée par les bosons lourds, est responsable de la radioactivité bêta ; l’interaction nucléaire forte, transportée par le gluon, est responsable de la cohésion de tous les hadrons, c'est–à–dire toutes les particules composées de quarks, ce qui la rend indirectement responsable de la cohésion des noyaux atomiques.
L’un des défis de la physique théorique contemporaine est de parvenir à élaborer une « Théorie de grande unification » (Grand Unified Theory, GUT), à savoir un modèle qui puisse décrire de manière unifiée et cohérente l’électromagnétisme, l’interaction nucléaire faible et l’interaction nucléaire forte, sous la forme d’une seule force fondamentale. L’unification au sein d’un même modèle théorique d’une GUT et de la dernière force fondamentale, la gravitation, serait une « théorie du Tout » (Theory of Everything, TOE) ; l’idée étant que l’édification d’une GUT ouvrirait la voie vers une TOE.

### Chapitre six: Les trous noirs

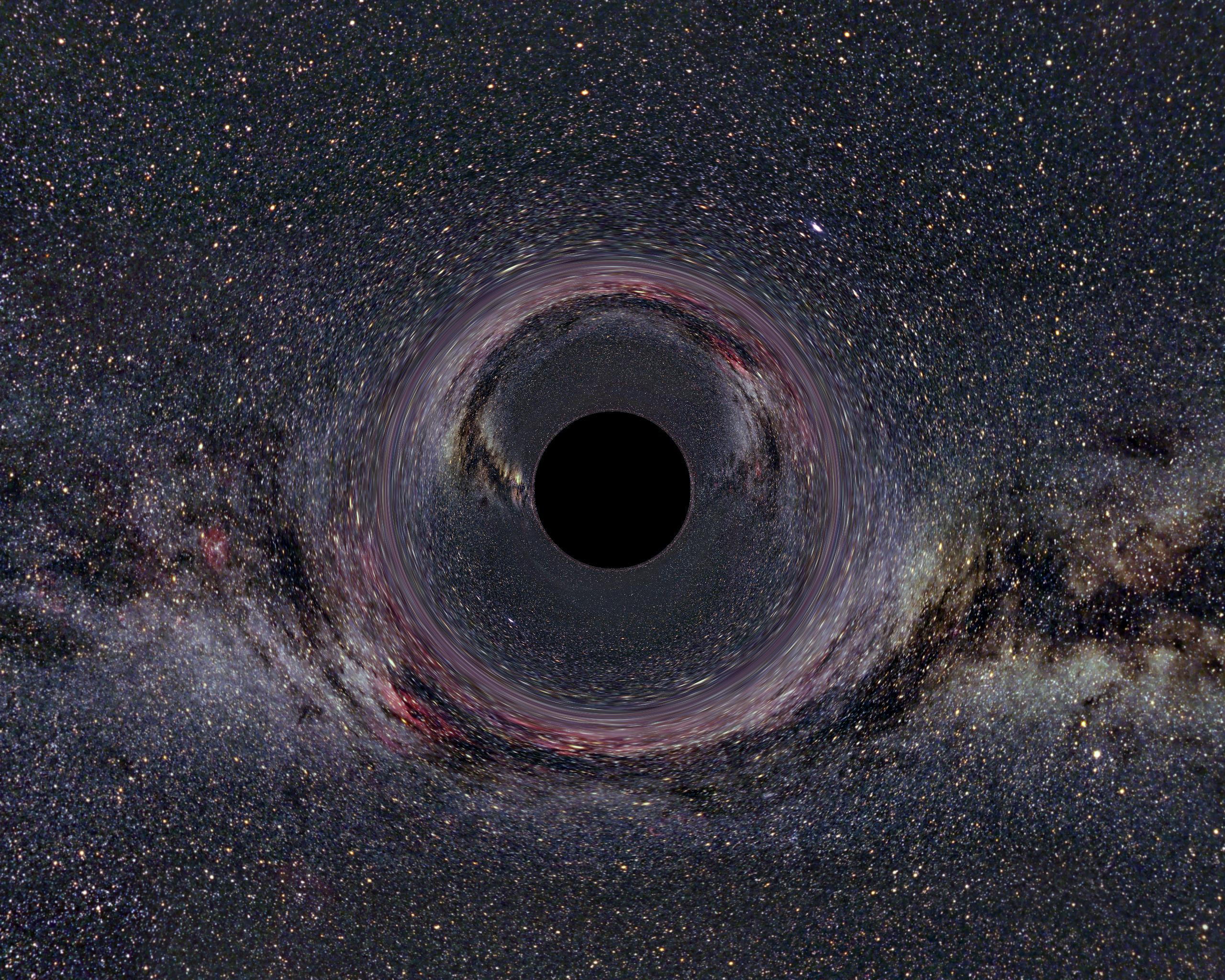
Simulation d'un trou noir stellaire observé à une distance de 600km avec la Voie Lactée en arrière-plan.

Un trou noir est un objet céleste si compact que l'intensité de son champ gravitationnel empêche toute forme de matière ou de rayonnement de s’en échapper. Il est noir dans le sens où il n’émet ni ne réfléchit aucune lumière pour l’observateur lointain, ce qui le rend littéralement invisible. Les trous noirs sont des étoiles qui se sont effondrées sur elles-mêmes en un point, une singularité, et dont la gravité est si forte qu’elle aspire tout ce qui se trouve dans son champ gravitationnel, y compris, donc, les rayonnements lumineux. Seules les étoiles très massives, dont la masse est au moins égale à une fois et demi celle du Soleil, comme les supergéantes, sont suffisamment grandes pour devenir des trous noirs. Cette masse critique est appelée « limite de Chandrasekhar », du nom du scientifique indien à l’origine de cette découverte. En dessous de cette limite, l’étoile qui s’effondre ne devient pas un trou noir, mais un type différent d’étoile, plus petite. La frontière d’un trou noir est nommée « horizon des événements ». Un objet situé à l’intérieur de l’horizon des événements ne s’échappera jamais du trou noir.

### Chapitre sept: Des trous pas si noirs que cela
S. Hawking réalise au fil de ses travaux que l’horizon des événements d’un trou noir ne peut que grandir, et en aucun cas rétrécir. Il grandit lorsqu’un objet céleste est aspiré par le trou noir, et la fusion de deux trous noirs produit un horizon des événements dont la taille est au moins égale à la somme de celles des deux trous noirs originaux.
L’étude des trous noirs est liée à la notion d’entropie ; à savoir, la grandeur thermodynamique exprimant le degré de désordre de la matière. La deuxième loi de la thermodynamique énonce que toute transformation d'un système thermodynamique s'effectue avec augmentation de l'entropie globale incluant l'entropie du système et du milieu extérieur. Autrement dit, le degré de désordre de la matière dans un système donné – par exemple, l’univers – augmente nécessairement à mesure qu’il se transforme. Or, en jetant des objets dans un trou noir, il devient possible de diminuer l’entropie de l’univers, ce qui est une violation de la deuxième loi de la thermodynamique, donc impossible. La relation entre l’entropie d’un trou noir et la taille de son horizon des événements est d’abord étudiée par Jacob Bekenstein puis élucidée par S. Hawking, dont les calculs laissent penser que les trous noirs émettent en réalité des radiations. C'est l'acte de naissance de la thermodynamique des trous noirs.
La formule de Bekenstein–Hawking résout le paradoxe en indiquant que l'entropie d'un trou noir augmente alors qu'il absorbe un objet, et que son augmentation d'entropie est toujours supérieure à celle de l'objet absorbé. De même, l'entropie d'un trou noir a tendance à baisser lorsque celui-ci rayonne, car ce rayonnement s'accompagne d'une perte d'énergie et par suite d'une diminution de la taille du trou noir. Cependant, l'entropie de la radiation émise par le trou noir est sept fois supérieure à l'entropie perdue par le trou noir. Ainsi, quel que soit le processus envisagé impliquant un ou des trous noirs, l'entropie totale – somme de l'entropie ordinaire et de celle des trous noirs – augmente toujours au cours du temps.

### Chapitre huit: Origine et destin de l'univers

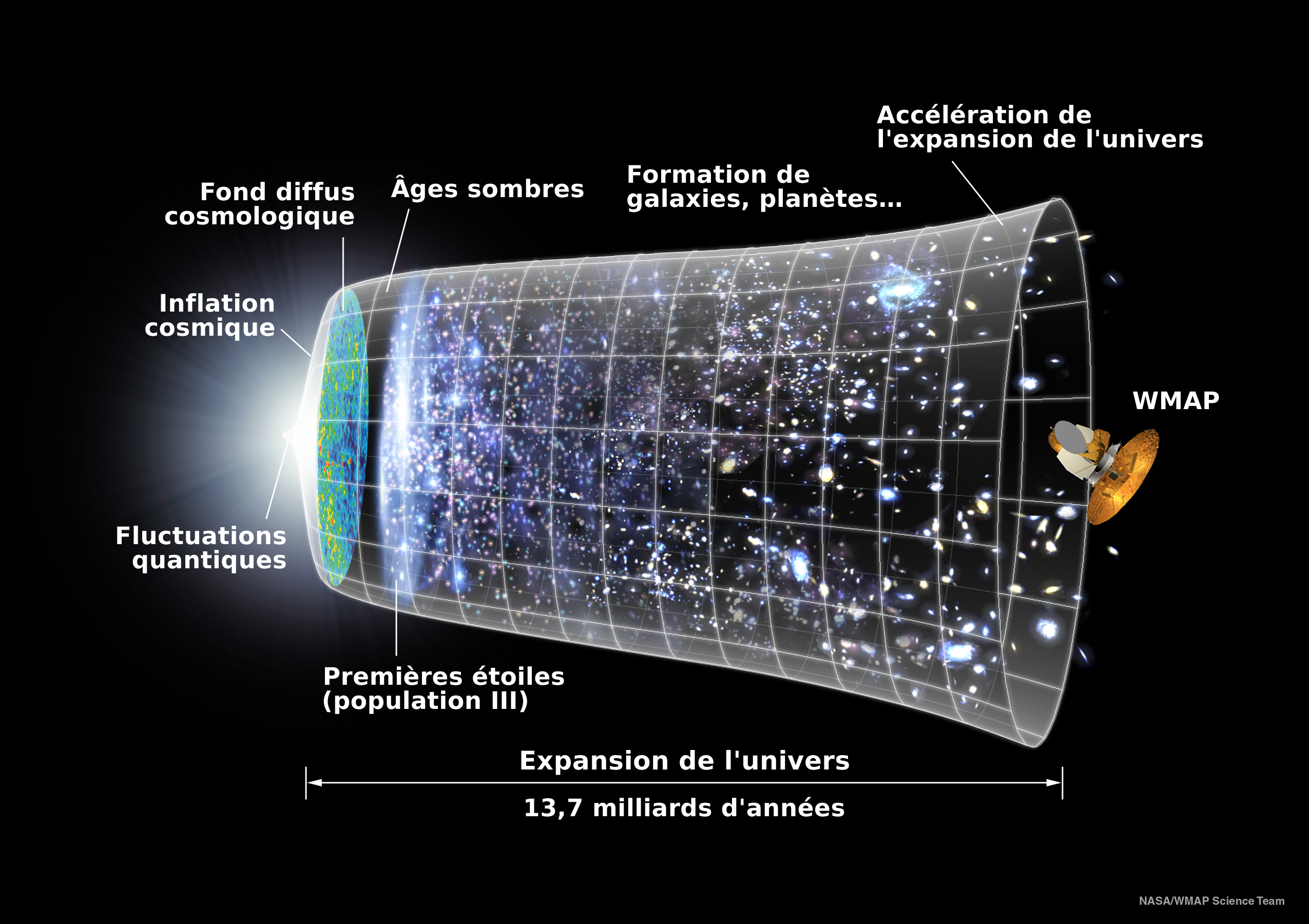
Représentation de l'évolution de l'univers, depuis sa phase inflationniste (à gauche), il y 13.77 milliards d'années.

La majorité des scientifiques s’accorde à penser que l’expansion de l’univers commence avec le Big Bang. Le modèle dominant est celui de « Big Bang chaud », en vertu duquel, à mesure que l’univers s’étend, il se refroidit ou, ce qui est la même chose, que l’univers était plus chaud quand il était plus dense. Il n’existe par ailleurs aucun modèle concurrent sérieux au Big Bang.
S. Hawking s’interroge sur ce que l’univers aurait pu être, s’il était différent du nôtre, celui décrit par le modèle du « Big Bang chaud ». Par exemple, une phase inflationniste plus rapide que celle connue par notre univers n’aurait pas été propice aux mêmes agencements de matière, donc à l’apparition de la vie sur Terre.

### Chapitre neuf: La flèche du temps
Le neuvième chapitre est consacré à la dimension temps, et à la raison pour laquelle il semble être unidirectionnel. Cette impression est intimement liée aux trois flèches du temps.
La première flèche du temps est la flèche thermodynamique : le désordre universel augmente nécessairement à mesure que le temps s’écoule, raison pour laquelle les éclats d’un vase brisé ne se rassemblent jamais pour reformer un vase intact. Il s’agit là d’une loi de toute éternité.
La deuxième flèche du temps est la flèche psychologique : notre perception du temps est elle–même unidirectionnelle, raison pour laquelle nous nous souvenons du passé, mais pas du futur. Selon S. Hawking, la mesure que fait notre cerveau du temps est fondée sur la perception de l’augmentation du désordre universel, faute de ne jamais être témoin de l’inverse (les éclats se rassemblant pour former un vase). Par conséquent, la flèche psychologique du temps compénètre la flèche thermodynamique.
La troisième flèche du temps est la flèche cosmologique : l’univers observable est en expansion, et pas en contraction. S. Hawking pense que notre conception des deux premières flèches du temps n'est possible que parce que l’univers était initialement extrêmement ordonné. Ce n’est que parce que l’univers est en expansion que le désordre augmente, raison pour laquelle la flèche cosmologique du temps est cohérente avec la flèche thermodynamique.
Toutefois, si l’univers est effectivement un espace fini mais illimité, sans bord, la théorie prédit qu’une contraction suivra l’expansion. Or, il est inimaginable qu'à partir de ce point de rupture le temps recule, cependant que l’univers, lui, retournerait à un état extrêmement ordonné.
À la question de savoir pourquoi les êtres humains ont l’impression que les trois flèches du temps pointent dans la même direction, S. Hawking postule que c’est parce qu’ils existent dans la phase d’expansion de l’univers. Selon lui, aucune forme de vie intelligente – et a fortiori la vie humaine – n’aurait pu exister dans une phase de contraction universelle, et la phase expansionniste de l’univers n’est propice à la vie intelligente que grâce à la flèche thermodynamique. S. Hawking appelle cette théorie « principe anthropique faible ».

### Chapitre dix: L'unification de la physique

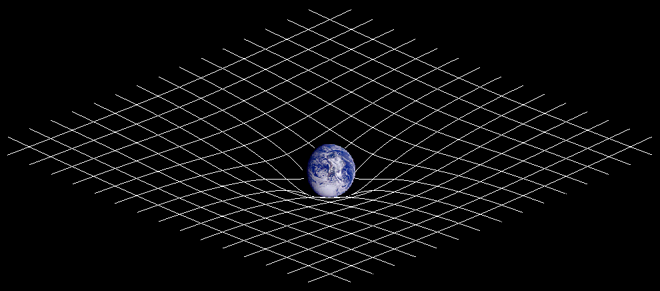
Illustration de la courbure de l'espace-temps.

Les physiciens ont, au cours de l’histoire, produit des théories partielles décrivant une quantité limitée de phénomènes, mais sans parvenir à édifier une théorie du Tout. S’agissant de la découverte d’une telle théorie dans un avenir proche, S. Hawking est d’un optimisme prudent. Elle devrait, le cas échéant, dépasser la contradiction fondamentale entre la théorie classique de la gravitation et le théorème d’indétermination propre à la mécanique quantique. La plupart des tentatives en ce sens ont abouti à des conclusions absurdes sur des particules infiniment massives ou des univers infiniment petits. En 1976, pourtant, une intéressante théorie de la supergravité est proposée comme solution au problème. Trop difficile à prouver mathématiquement, elle est toutefois rapidement laissée à l’abandon. En 1984, un autre type de théories gagne en popularité : ce sont les théories dites « des cordes », qui considèrent que les objets élémentaires ne sont pas des particules, mais bien plutôt des cordelettes bidimensionnelles. Ces théories des cordes ont la prétention de mieux expliquer l’existence de certaines particules que la théorie de la supergravité. Cependant, au lieu d’un espace–temps en quatre dimensions, elles supposent que l’univers pourrait avoir 10, 11 ou même 26 dimensions. Ces dimensions supplémentaires ne seraient pas perceptibles par l’être humain car trop étroitement incurvées. Les théories des cordes autorisent à penser l’existence de ces dimensions supplémentaires imperceptibles dans certaines régions de l’univers, sans exclure qu’elles puissent être saillantes dans d’autres. Curieusement, les théories des cordes et de la supergravité parviennent à des résultats sensiblement équivalents, comme si elles étaient respectivement les approximations d’une seule et même théorie. De nos jours, la théorie de la supergravité est considérée comme une théorie effective des théories des cordes.
C’est sur la base de ces recherches que S. Hawking entrevoit trois scénarios :
- il existe une théorie du Tout que nous finirons par découvrir ;
- il existe une infinité de théories qui se chevauchent et décrivent de plus en plus précisément l’univers ;
- il n’existe pas de théorie du Tout.

Cette troisième possibilité est contournée en admettant les limites fixées par le principe d’incertitude. Le deuxième scenario décrit peu ou prou le développement historique de la science physique, avec l’émergence de théories partielles à la valeur probatoire toujours plus grande. S. Hawking pense que cette dynamique de raffinement rencontrera ses propres limites au 21ᵉ siècle et que c’est finalement l’étude, en laboratoire, de l’univers primordial, qui permettra de bâtir une théorie unifiée. Dans son esprit, une telle théorie ne serait pas nécessairement prouvée, mais au moins déjà cohérente sur le plan mathématique, et ses prédictions seraient, pour leur part, en accord avec nos observations.